# Persone di nome Peter/Attori
| Questa pagina contiene informazioni ricavate automaticamente dalle voci biografiche con l'ausilio del template Bio e di un bot. L'aggiornamento è periodico e automatico e ricostruisce completamente la pagina. Se manca una persona in questa lista, sei pregato di non aggiungerla, ma accertati piuttosto che la sua voce biografica contenga il template Bio e che i dati anagrafici siano correttamente compilati. Se il template Bio manca, inseriscilo tu stesso o, in alternativa, metti l'avviso {{tmp\|Bio}} che ne segnala la mancanza. Se i dati riportati sono sbagliati, correggi direttamente la voce biografica; le modifiche saranno visibili in questa lista entro pochi giorni. Per chiarimenti vedi il progetto antroponimi. La lista contiene solo le 151 persone che sono citate nell'enciclopedia e per le quali è stato implementato correttamente il template Bio. Pagina aggiornata al 6 ago 2025. |

Questa è una lista di persone presenti nell'enciclopedia che hanno il nome Peter e sono attori.

## A(1)
- Peter Lawford, attore e socialite britannico (Londra, n. 1923 - Los Angeles, † 1984)

## B(15)
- Peter Bartlett, attore statunitense (Chicago, n. 1942)
- Peter Barton, attore statunitense (Valley Stream, n. 1956)
- Peter Berg, attore, regista e sceneggiatore statunitense (New York, n. 1964)
- Peter Bergman, attore statunitense (Guantánamo, n. 1953)
- Peter Berling, attore, scrittore e sceneggiatore tedesco (Międzyrzecz, n. 1934 - Roma, † 2017)
- Peter Billingsley, attore, regista e produttore cinematografico statunitense (New York, n. 1971)
- Peter Blok, attore e doppiatore olandese (L'Aia, n. 1960)
- Peter Bongartz, attore tedesco (Greifswald, n. 1942)
- Peter Borgelt, attore tedesco (Rostock, n. 1927 - Berlino, † 1994)
- Peter Bowles, attore britannico (Londra, n. 1936 - † 2022)
- Peter Boyle, attore statunitense (Norristown, n. 1935 - New York, † 2006)
- Peter Breck, attore statunitense (Rochester, n. 1929 - Vancouver, † 2012)
- Peter Brocco, attore statunitense (Reading, n. 1903 - Los Angeles, † 1992)
- Peter Brown, attore statunitense (New York, n. 1935 - Phoenix, † 2016)
- Peter Bull, attore britannico (Londra, n. 1912 - Londra, † 1984)

## C(14)
- Peter Cambor, attore statunitense (Houston, n. 1978)
- Peter Capaldi, attore britannico (Glasgow, n. 1958)
- Peter Capell, attore tedesco (Berlino, n. 1912 - Monaco di Baviera, † 1986)
- Peter Carsten, attore tedesco (Weißenburg in Bayern, n. 1928 - Lucia, † 2012)
- Peter Cartwright, attore sudafricano (Krugersdorp, n. 1935 - Londra, † 2013)
- Peter Cellier, attore britannico (Hendon, n. 1928)
- Peter Chatel, attore e drammaturgo tedesco (Bad Segeberg, n. 1943 - Amburgo, † 1986)
- Peter Cook, attore e comico britannico (Torquay, n. 1937 - Hampstead, † 1995)
- Peter Cousens, attore e direttore artistico australiano (Tamworth, n. 1955)
- Peter Coyote, attore statunitense (New York, n. 1941)
- Brett Cullen, attore statunitense (Houston, n. 1956)
- Peter Cushing, attore britannico (Kenley, n. 1913 - Canterbury, † 1994)
- Peter Donat, attore canadese (Kentville, n. 1928 - Point Reyes Station, † 2018)
- Clarke Peters, attore, cantante e scrittore statunitense (New York City, n. 1952)

## D(7)
- Peter DaCunha, attore canadese (Toronto, n. 2003)
- Peter Dante, attore e comico statunitense (West Hartford, n. 1968)
- Pete Davidson, attore e comico statunitense (New York, n. 1993)
- Peter DeLuise, attore, regista e produttore televisivo statunitense (New York, n. 1966)
- Peter Dennis, attore inglese (Dorking, n. 1933 - Shadow Hills, † 2009)
- Peter Dinklage, attore statunitense (Morristown, n. 1969)
- Peter Dobson, attore statunitense (Red Bank, n. 1964)

## E(3)
- Peter Egan, attore britannico (Londra, n. 1946)
- Peter Ehrlich, attore tedesco (Lipsia, n. 1933 - Zurigo, † 2015)
- Peter Eyre, attore statunitense (New York, n. 1942)

## F(9)
- Peter Facinelli, attore statunitense (New York, n. 1973)
- Peter Falk, attore e produttore televisivo statunitense (New York, n. 1927 - Beverly Hills, † 2011)
- Peter Finch, attore australiano (South Kensington, n. 1916 - Beverly Hills, † 1977)
- Peter Firth, attore inglese (Bradford, n. 1953)
- Peter Fonda, attore e regista statunitense (New York, n. 1940 - Los Angeles, † 2019)
- Peter Forbes, attore scozzese (Glasgow, n. 1952)
- Peter Franzén, attore finlandese (Keminmaa, n. 1971)
- Peter Fricke, attore e doppiatore tedesco (Berlino, n. 1939)
- Peter Friedman, attore statunitense (New York, n. 1949)

## G(10)
- Peter Gallagher, attore statunitense (New York, n. 1955)
- Peter Gantzler, attore danese (n. 1958)
- Peter Ostrum, attore e veterinario statunitense (Dallas, n. 1957)
- Peter Gerety, attore statunitense (Providence, n. 1940)
- Peter Gilmore, attore inglese (Lipsia, n. 1931 - Londra, † 2013)
- Peter Godfrey, attore e regista britannico (Londra, n. 1899 - Hollywood, † 1970)
- Peter Michael Goetz, attore e regista statunitense (Buffalo, n. 1941)
- Peter Graves, attore e regista statunitense (Minneapolis, n. 1926 - Los Angeles, † 2010)
- Peter Greene, attore statunitense (Montclair, n. 1965)
- Peter Guinness, attore britannico (Whitstable, n. 1950)

## H(9)
- Peter Hall, attore e regista inglese (Bury St Edmunds, n. 1930 - Londra, † 2017)
- Peter Hambleton, attore neozelandese (Nuova Zelanda, n. 1960)
- Peter Haskell, attore statunitense (Boston, n. 1934 - Los Angeles, † 2010)
- Peter Helm, attore canadese (Toronto, n. 1941)
- Peter Hinwood, attore britannico (n. 1946)
- Peter Ho, attore e cantante statunitense (Stati Uniti d'America, n. 1975)
- Peter Hobbs, attore statunitense (Étretat, n. 1918 - Santa Monica, † 2011)
- Peter Hooten, attore statunitense (Clermont, n. 1950)
- Peter Horton, attore, regista e sceneggiatore statunitense (Bellevue, n. 1953)

## J(6)
- Peter Jacobson, attore statunitense (Chicago, n. 1965)
- Peter James, attore e regista teatrale britannico (Regno Unito, n. 1940 - † 2025)
- Peter Francis James, attore e doppiatore statunitense (Chicago, n. 1956)
- Peter Jeffrey, attore britannico (Bristol, n. 1929 - Stratford-upon-Avon, † 1999)
- Peter Jurasik, attore statunitense (Queens, n. 1950)
- Peter Jöback, attore e cantante svedese (Stoccolma, n. 1971)

## K(9)
- Peter Karrie, attore e cantante gallese (n. 1946)
- Peter Kelamis, attore e cabarettista canadese (Sydney, n. 1967)
- Peter Kern, attore, regista e sceneggiatore austriaco (Vienna, n. 1949 - Vienna, † 2015)
- Peter Ketnath, attore tedesco (Monaco di Baviera, n. 1974)
- Peter Krause, attore statunitense (Alexandria, n. 1965)
- Peter Kremer, attore tedesco (Brilon, n. 1958)
- Peter Kuiper, attore olandese (Langsa, n. 1929 - Berlino, † 2007)
- Peter Kurth, attore tedesco (Güstrow, n. 1957)
- Peter Kwong, attore statunitense (Los Angeles, n. 1952 - Los Angeles, † 2025)

## L(5)
- Peter Lee Lawrence, attore tedesco (Lindau, n. 1944 - Roma, † 1974)
- Peter Leeds, attore statunitense (Bayonne, n. 1917 - Los Angeles, † 1996)
- Peter Lindgren, attore svedese (Lidingö, n. 1915 - Stoccolma, † 1981)
- Peter Lockyer, attore e tenore statunitense (Poughkeepsie, n. 1974)
- Peter Lupus, attore e culturista statunitense (Indianapolis, n. 1932)

## M(14)
- Peter Davison, attore britannico (Londra, n. 1951)
- Peter MacNeill, attore canadese (Nuovo Brunswick)
- Peter MacNicol, attore e doppiatore statunitense (Dallas, n. 1954)
- Peter Mackenzie, attore statunitense (Boston, n. 1961)
- Peter Mamakos, attore statunitense (Somerville, n. 1918 - Paso Robles, † 2008)
- Peter Marshall, attore cinematografico britannico (Hull, n. 1957 - Johannesburg, † 1986)
- Peter Masterson, attore, regista e produttore cinematografico statunitense (Houston, n. 1934 - Houston, † 2018)
- Peter Mayhew, attore britannico (Londra, n. 1944 - Boyd, † 2019)
- Peter McDonald, attore irlandese (Dublino, n. 1972)
- Peter McRobbie, attore scozzese (Hawick, n. 1943)
- Peter Mensah, attore canadese (Accra, n. 1959)
- Peter Mitterrutzner, attore e attore teatrale italiano (Albes, n. 1942)
- Peter Mooney, attore canadese (Winnipeg, n. 1983)
- Peter Mullan, attore, regista e sceneggiatore britannico (Peterhead, n. 1959)

## N(1)
- Peter Alexander, attore, cantante e showman austriaco (Vienna, n. 1926 - Vienna, † 2011)

## O(5)
- Peter Jason, attore statunitense (Los Angeles, n. 1944 - West Hollywood, † 2025)
- Peter O'Toole, attore britannico (Leeds, n. 1932 - Londra, † 2013)
- Peter Oldring, attore canadese (Drayton Valley, n. 1971)
- Peter Onorati, attore statunitense (Boonton, n. 1953)
- Peter Outerbridge, attore canadese (Toronto, n. 1966)

## P(9)
- Peter Paige, attore, regista e sceneggiatore statunitense (West Hartford, n. 1969)
- Peter Parros, attore statunitense (Brooklyn, n. 1960)
- Peter Pasetti, attore e doppiatore tedesco (Monaco di Baviera, n. 1916 - Dießen am Ammersee, † 1996)
- Peter Paul, attore statunitense (Hartford, n. 1957)
- Peter Phelps, attore australiano (Sydney, n. 1960)
- Peter Polycarpou, attore e cantante britannico (Brighton, n. 1957)
- Pete Postlethwaite, attore britannico (Warrington, n. 1946 - Shrewsbury, † 2011)
- Peter Pratt, attore e cantante britannico (Eastbourne, n. 1923 - Londra, † 1995)
- Peter Purves, attore e conduttore televisivo britannico (New Longton, n. 1939)

## R(5)
- Peter Arne, attore britannico (Kuala Lumpur, n. 1920 - Londra, † 1983)
- Peter Reckell, attore statunitense (Elkhart, n. 1955)
- Peter Reynolds, attore britannico (Wilmslow, n. 1921 - Sydney, † 1975)
- Peter Mark Richman, attore statunitense (Filadelfia, n. 1927 - Los Angeles, † 2021)
- Peter Riegert, attore statunitense (New York, n. 1947)

## S(11)
- Peter Sallis, attore e doppiatore britannico (Twickenham, n. 1921 - Northwood, † 2017)
- Peter Scanavino, attore statunitense (Denver, n. 1980)
- Peter Scolari, attore statunitense (New Rochelle, n. 1955 - New York, † 2021)
- Peter Serafinowicz, attore, doppiatore e comico britannico (Liverpool, n. 1972)
- Peter Shinkoda, attore canadese (Montréal, n. 1971)
- Peter Simonischek, attore austriaco (Graz, n. 1946 - Vienna, † 2023)
- Peter Spears, attore e produttore cinematografico statunitense (Kansas City, n. 1965)
- Peter Stormare, attore e cantante svedese (Arbrå, n. 1953)
- Peter Strauss, attore statunitense (Croton-on-Hudson, n. 1947)
- Peter von Strombeck, attore tedesco (Wiesbaden, n. 1957)
- Peter Sumner, attore australiano (Sydney, n. 1942 - Sydney, † 2016)

## T(4)
- Peter Anthony Tambakis, attore statunitense (n. 1984)
- Peter Trent, attore britannico (Londra, n. 1917)
- Peter Tuiasosopo, attore statunitense (San Pedro, n. 1965 - Phoenix, † 2025)
- Peter Turner, attore inglese (Liverpool, n. 1952)

## U(1)
- Peter Ustinov, attore, sceneggiatore e regista britannico (Londra, n. 1921 - Genolier, † 2004)

## V(4)
- Peter Vack, attore, scrittore e regista statunitense (New York, n. 1986)
- Peter Van Den Begin, attore e regista belga (Berchem, n. 1964)
- Peter Vaughan, attore britannico (Wem, n. 1923 - Mennings Heath, † 2016)
- Peter van Eyck, attore tedesco (Steinwehr, n. 1911 - Männedorf, † 1969)

## W(5)
- Jack Wagner, attore e cantante statunitense (Washington, n. 1959)
- Peter Weller, attore statunitense (Stevens Point, n. 1947)
- Peter Whitney, attore statunitense (Long Branch, n. 1916 - Santa Barbara, † 1972)
- Peter Williams, attore giamaicano (Kingston, n. 1957)
- Peter Wingfield, attore e medico gallese (Cardiff, n. 1962)

## Z(4)
- Pete Gardner, attore statunitense (Scarsdale, n. 1964)
- Peter Zander, attore tedesco (Berlino, n. 1922 - Londra, † 2019)
- Peter Zhelder, attore e doppiatore danese (Frederiksberg, n. 1959)
- Peter Zimmermann, attore e regista tedesco (Berlino Est, n. 1951)